# Timothy Thomas Fortune
Timothy Thomas Fortune, connu également sous le nom de T. Thomas Fortune, né le 3 octobre 1856 à Marianna dans l'État de la Floride et mort le 2 juin 1928 à Philadelphie dans l'État de Pennsylvanie, est un journaliste et un éditeur américain qui s'est fait connaître dans la fin du XIXe siècle et le début du XXe siècle comme porte-parole et défenseur des droits civiques pour les Afro-Américains. Il a créé deux journaux, Freeman, et le The New York Age, et en 1890, il fonde la National Afro-American League (en), organisation précurseur de la National Association for the Advancement of Colored People. Il est le premier à utiliser l'expression Afro-Américain à la place de colored people, black et negro afin d'inclure notamment toutes les nuances de couleurs de peau de beige clair presque blanc à noir.

## Biographie

### Jeunesse et formation
Timothy Thomas Fortune est le fils d’Emanuel Fortune, un esclave émancipé après la guerre de Sécession et un leader politique des Afro-Américains, et de Sarah Jane Moore Fortune, d'ascendance Séminole,,,,.
Timothy Thomas Fortune suit des cours dans une école établie par l'agence Freedmen's Bureau / Bureau des réfugiés, des affranchis et des terres abandonnées, installée dans l'église de Marianna. À cette même période, il commence à écrire des articles dans le journal de la communauté.
En 1868, son père est un des deux élus afro-américains qui siègent à l'assemblée constituante de la Floride, et devient membre de la Chambre des représentants de Floride, en 1869, pris pour cible par le Ku Klux Klan, il doit fuir sa famille pour se mettre à l'abri, Timothy a 13 ans et doit assumer le rôle d'homme de la maison. Ostracisée, la famille Fortune ne pouvant plus vendre la production de sa ferme, emménage à Jacksonville, Timothy reprend ses études dans une High school, la Stanton College Preparatory School (en), dépendant elle aussi du Bureau des réfugiés, des affranchis et des terres abandonnées,,,.
En 1871, alors qu'il a quinze ans, sa mère décède.
En 1876, après ses études secondaires, il suit des cours à l’université Howard, où il rencontre John Mercer Langston, doyen de la faculté de droit, qui jouera un rôle déterminant dans le développement de ses idées. Il y suit des cours de droit, il étudie tout ce qui tourne autour de l'égalité des droits civiques avec deux points qui lui tiennent à cœur l'égalité des droits devant l'accès à tous les échelons de l'éducation et la légalité des mariages interraciaux,,.
Mais par manque de financement il quitte l'Université Howard au bout de deux années d'études et choisit alors de devenir journaliste et quitte la Floride en 1879 pour s'installer à New York,,.
Sa jeunesse est marquée par les espérances nées après la guerre de Sécession et pendant la période de la Reconstruction, et leurs mises en échec par trop souvent.

### Carrière
En 1881, avec deux autres journalistes afro-américains, George Parker et Walter Sampson, il fonde et lance l'hebdomadaire afro-américain New York Globe, qui sort son premier numéro en 1882, qui prend le titre du New York Freeman en 1884, pour prendre le titre définitif du The New York Age en 1887. Timothy Thomas Fortune en est le rédacteur en chef, il va en faire le journal « black » le plus remarquable. Le sous-titre du journal est : The Afro-American Journal of News and Opinion / le journal afro-américain de l'information et de l'opinion,,,,,.
Il déplore que malgré la fin de l'esclavage, les États du Sud ont instauré des lois ségrégationnistes, les lois Jim Crow, que les lynchages se développent sans que les autorités fédérales interviennent.
Comme tant d'autres il est scandalisé par l'invalidation du Civil Rights Act de 1875 par la Cour suprême des États-Unis en 1883, loi qui devait mettre fin à toute forme de discriminations sur l'ensemble du territoire des États-Unis,,.
En 1884, la Cleveland Gazette (en) publie un poème de Timothy Thomas Fortune en hommage à Nat Turner, simplement titré Nat Turner.
En 1884, il publie un essai Black and White: Land, Labor and Politics in the South/ Noir et Blanc, terre, travail et politique dans le Sud, qui analyse le traitement du problème racial, le déni des intérêts et besoins des Afro-Américains dans le Sud par le gouvernement des États-Unis. Dans cet essai il expose ses théories basées sur le droit naturel, tout être humain possède des droits inhérents à sa nature humaine, droits qui incluent des droits civils et politiques comme ceux figurant dans la Déclaration d'indépendance, mais aussi des droits à satisfaire ses besoins primaires (manger, boire, se protéger des intempéries, etc.),.
Déçu par les Républicains, il soutient le candidat du Parti démocrate, Grover Cleveland, pour l'élection présidentielle des États-Unis de 1884,.
En 1886, il publie un article The Negro in Politics dans lequel il fustige le Parti Républicain, lui reprochant d'avoir abandonné les Noirs du Sud,.
Son écrit attire l'attention de Booker T. Washington, le cofondateur et président du Tuskegee Institute, à Tuskegee, dans l'Alabama, avec qui il entretient une amitié littéraire,.
En 1895, il se rapproche de Booker T. Washington avec qui il partage un intérêt pour la formation professionnelle, cette relation l’amène à être plus modéré, plus diplomatique quant à ses critiques politiques,,. La relation entre les deux hommes devient une relation d'amitié et de loyauté.
En 1898, il crée avec l’Évêque de l'A.M.E Zion, Alexander Walters, le National Afro-American Council qu'il préside en 1902 et 1904.
En 1901, Booker T. Washington devient conseiller aux questions raciales du président Theodore Roosevelt. Grâce à ce nouveau poste, Washington peut faire entrer Timothy Fortune comme agent spécial au département du Trésor, chargé d'étudier les conditions raciales et commerciales dans les Philippines en 1902.
En 1906, Timothy Thomas Fortune entre dans une période de détérioration de sa santé physique et mentale marquée par l’alcoolisme et la dépression nerveuse, son épouse le quitte, on lui retire ses responsabilités professionnelles,.
En 1907, il est membre du Comité exécutif de la National Negro Business League (en), une association de promotion des intérêts économiques des Afro-américains fondée par Booker T. Washington.
En 1910, Timothy sort de sa crise et retrouve ses moyens, reprend la direction du The New York Age, qu'il gardera jusqu'en 1914.
De 1923 jusqu'à sa mort en 1928, il sera le responsable de la ligne éditoriale du Negro World de Marcus Garvey.
Parallèlement à ses écrits politiques, il publie régulièrement des articles ayant pour thème les droits des femmes : droit de vote, accès à l'éducation et aux métiers.

### L'organisateur de mouvement
Ne croyant plus au soutien des partis et organisations « blanches », il prône la création d'organisations politiques et sociales afro-américaines.
En 1887, avec Alexander Walters (en), jeune évêque de l'Église épiscopale méthodiste africaine de Washington, il crée l'Afro-American League (AAL) , qui en 1890, prend le nom de National Afro-American League (en)(NAAL), association de défense et de protection des afro-américains vis-à-vis des violences racistes et ségrégationnistes,. Ida B. Wells rejoint l'AAL et Ferdinand Lee Barnett en est élu secrétaire.
En 1893, la National Afro-American League se dissout à la suite des défections de Frederick Douglass, John Mercer Langston, Blanche K. Bruce, et de P. B. S. Pinchback qui sont en désaccord avec les critiques envers le Parti républicain.

### Vie privée
En 1876, il épouse Carrie C. Smiley, le couple se sépare en 1906, ils ont deux enfants : Jessie et Stewart Fortune.
En 1901, il s'installe dans le New Jersey et il achète une maison, Maple Hall, construite par l'architecte John R. Bergen entre 1860 et 1885, Maple Hall / Fortune, T. Thomas, House est inscrite au National Register of Historic Places / Registre national des lieux historiques depuis le 8 décembre 1976, et inscrite et au New Jersey Register of Historic Places (en) depuis le 16 août 1979,,. En 1915, elle est vendue à une famille d'immigrants italiens qui transforme la maison en boulangerie, quand cette famille quitte la maison en 2006 elle est dans un état de délabrement, il faut la restaurer, ce qui sera le fait du T. Thomas Fortune Project Committee, qui à partir de 2013, non seulement restaure la maison mais construit autour des résidences pour étudiants, le T. Thomas Fortune Cultural Center,,.
Timothy Thomas Fortune repose à l'Eden Cimetery de Collingdale, dans le comté de Delaware en Pennsylvanie.

## Œuvres
- Black and White : Land, Labor, and Politics in the South, New York, Arno Press, coll. « American Negro, his History and Literature » (réimpr. 2007, 2012) (1re éd. 1884), 256 p. (ISBN 9780743291040, OCLC 1354704965, lire en ligne),
- After War Times : An African American Childhood in Reconstruction-Era Florida, Tuscaloosa, Alabama,, University Alabama Press, 1890, rééd. 30 septembre 2014 (réimpr. 2014) (1re éd. 1890), 144 p. (ISBN 9780817318369, OCLC 881208723, lire en ligne)
- Shawn Leigh Alexander (dir.), T. Thomas Fortune, the Afro-American Agitator : A Collection of Writings, 1880-1928, Gainesville, Floride, University Press of Florida, coll. « New Perspectives on the History of the South » (réimpr. 2010) (1re éd. 2008), 350 p. (ISBN 9780813035482, OCLC 185026534, lire en ligne),
- Dreams of Life : Miscellaneous Poems, New York, Fortune and Peterson (réimpr. 2018, 2023) (1re éd. 1905) (OCLC 1154965339),

## Pour approfondir

#### Notices dans des encyclopédies et manuels de références
- (en-US) Paula K. Byers & Suzanne Michele Bourgoin (dir.), Encyclopedia Of World Biography, vol. 6 : Ford-Grilliparzer, Detroit, Michigan, Gale Research, 2 décembre 1997, 547 p. (ISBN 9780787622213, lire en ligne), p. 18-21. ,
- (en-US) John A. Garraty & Mark C. Carnes (dir.), American National Biography, vol. 8 : Fishberg - Gihon, New York, Oxford University Press, USA, 1er janvier 1999, 959 p. (ISBN 9780195127874, lire en ligne), p. 279-281. ,
- (en-US) Rachel Kranz & Philip J. Koslow, The Biographical Dictionary of African Americans, New York, Facts on File, 1er mai 1999, 313 p. (ISBN 9780816039043, lire en ligne), p. 82,
- (en-US) R. Kent Rasmussen (dir.), The African American Encyclopedia, vol. 4 : Fed-Hil, New York, Cavendish Square Publishing, 30 janvier 2001, 1196 p. (ISBN 9780761472124, lire en ligne), p. 969-970,
- (en-US) John H. Moore (dir.), Encyclopedia of Race and Racism, vol. 1 : A-F, Detroit, Michigan, MacMillan Reference Library, 1er novembre 2007, 505 p. (ISBN 9780028660219, lire en ligne), p. 493-495,
- (en-US) Paul Finkelman (dir.), Encyclopedia of African American History, 1896 to the Present : From the Age of Segregation to the Twenty-First Century, vol. 2 : D-I, New York, Oxford University Press, USA, 2 février 2009, 541 p. (ISBN 9780195167795, lire en ligne), p. 256-258,

#### Essais et biographies
- (en-US) Emma Lou Thornbrough, T. Thomas Fortune : Militant Journalist, Chicago, Illinois, University of Chicago Press, 1er avril 1972, 408 p. (ISBN 9780226798325, lire en ligne),
- (en-US) Susan D. Carle, Debunking the Myth of Civil Rights Liberalism: Visions of Racial Justice in the Thought of T. Thomas Fortune, 1880-1890, Washington (district de Columbia), American University Washington College of Law, 2009, 59 p. (lire en ligne). ,

#### Articles
- (en-US) Ruth Reddick, « T. Thomas Fortune », Negro History Bulletin, vol. 5, no 2,‎ novembre 1941, p. 42-43 (2 pages) (lire en ligne ).
- (en-US) Emma Lou Thornbrough, « The National Afro-American League, 1887-1908 », The Journal of Southern History, vol. 27, no 4,‎ novembre 1961, p. 494-512 (19 pages) (lire en ligne ),
- (en-US) Seth M. Scheiner, « Early Career of T. Thomas Fortune, 1879-1890 », Negro History Bulletin, vol. 27, no 7,‎ avril 1964, p. 170-172 (3 pages) (lire en ligne ),
- (en-US) C. Calloway Thomas, « T. Thomas Fortune On the 'Land of Chivalry and Deviltry », Negro History Bulletin, vol. 42, no 2,‎ 1979, p. 40-41, 44-45 (4 pages) (lire en ligne ),
- (en-US) Stephanie A. T. Jacobe, « Thomas Fortune Ryan and the Issue of Identity in Catholic Biography », U.S. Catholic Historian, vol. 29, no 3,‎ été 2011, p. 35-41 (7 pages) (lire en ligne ),
- (en-US) Tommy J. Curry, « The Fortune of Wells: Ida B. Wells-Barnett's Use of T. Thomas Fortune's Philosophy of Social Agitation as a Prolegomenon to Militant Civil Rights Activism », Transactions of the Charles S. Peirce Society, vol. 48, no 4,‎ 2012, p. 456-482 (27 pages) (lire en ligne ),
- (en-US) Brian Shott, « Forty Acres and a Carabao », The Journal of the Gilded Age and Progressive Era, vol. 17, no 1,‎ janvier 2018, p. 98-120 (23 pages) (lire en ligne ),